# Noir: A Shadowy Thriller
Pour les articles homonymes, voir Noir (homonymie).
Noir: A Shadowy Thriller est un jeu vidéo d'aventure développé par TSi et édité par Cyberdreams, sorti en 1996 sur Windows.

## Accueil
- Adventure Gamers : 3/5[1]
- GameSpot : 4,9/10[2]